# هوگو کلاسون
هوگو کلاسون (انگلیسی: Hugo Clason; ۲ ژوئن ۱۸۶۵ – ۲۱ ژانویهٔ ۱۹۳۵) قایقران، و قایقران قایق بادبانی اهل سوئد بود.